# Mali Antili
Mali Antili so del Antilov, ki skupaj z Bahami tvorijo Karibsko otočje. Mali Antili so dolga veriga otokov, nanizanih na vzhodnem delu Karibskega morja na meji z Atlantskim oceanom ter na jugu ob južnoameriški obali. Male Antile sestavljajo naslednje države ali otoki (približno od severa proti jugu):
- Ameriški Deviški otoki,
- Britanski Deviški otoki,
- Angvila (britanska nadoblast),
- Sveti Krištof in Nevis,
- Antigva in Barbuda,
- Montserrat (brit.),
- Guadeloupe (francoski),
- Dominika,
- Martinik (fr.),
- Sveta Lucija,
- Barbados,
- Sveti Vincencij in Grenadine,
- Grenada,
- Trinidad in Tobago,
- otoki pred venezuelsko obalo,
- Nizozemski Antili in
- Aruba (Nizozemska).

Nizozemski Antili so nizozemska prekomorska avtonomna regija, ki jo sestavljajo otoki Bonaire in Curaçao, Sint Eustatius, Saba in južni del otoka Sveti Martin. Prva dva se nahajata ob Venezuelski obali, medtem ko so ostali trije v severovzhodnem delu Karibskega otočja.
Male Antile lahko razdelimo na Privetrne otoke na jugu in Zavetrne otoke na severu, vendar pa so Nizozemski Antili na severovzhodu in jugozahodu razdeljeni na skupine z drugimi imeni.
Zahodneje od Malih Antilov je Kajmansko otočje in otoki Turks in Caicos, oboje pod britansko oblastjo.